# Acacia rynchocarpa
Acacia rynchocarpa är en ärtväxtart som beskrevs av Henry Hurd Rusby. Acacia rynchocarpa ingår i släktet akacior, och familjen ärtväxter. Inga underarter finns listade i Catalogue of Life.